# Sirákov
Sirákov (německy Sirakau) je obec v okrese Žďár nad Sázavou v Kraji Vysočina. Žije zde 269 obyvatel. Rozkládá se na české straně historické zemské hranice Čech a Moravy.

## Geografie
Nachází se v Hornosázavské pahorkatině třináct kilometrů jihozápadně od Žďáru nad Sázavou a osm kilometrů severovýchodně od Polné. Obcí protéká Sirákovský potok, který pramení jeden kilometr východním směrem od obce, poté vtéká do Poděšínského potoka. Severozápadně od obce se rozkládá Sirákovský rybník.
Nejvyšším bodem v okolí obce je kopec Blažkov s 693,5 m n. m., jenž stojí 2,5 km jižně a vede přes něj několik turistických tras. Vrchol kopce však již leží na Moravě v katastru sousední obce Rudolce. Vrch je součástí pásma tzv. střechy Evropy.

## Název
Název obce se údajně odvodil z toho, že na nějakou dobu osiřela. Do roku 1921 nesla obec název Sirakov.

## Historie
Nejstarší písemná zmínka pochází ze soudního sporu z roku 1319, ve kterém vedli spor Vikard z Polné s loupeživými Billungem ze Žumberka a Bohuňkem z Popovic. V listině vydané 6. dubna 1356 Čeněk z Lipé postoupil Sirákov, Polnou a dalších 13 vesnic Ješkovi z Pirkštejna, od té doby se Sirákov stal na dlouhá staletí součástí polenského panství a měl i stejné majitele. V roce 1828 postavili v obci školní budovu, ve které se učilo až do roku 1977 (1. až 4. třída), od té doby dojíždějí do školy v Nížkově. Dne 2. září 1874 obec postihl velký požár, který zničil skoro celou vesnici, podařilo se zachránit pouze školní budovu stojící uprostřed návsi. V roce 1923 další oheň zlikvidoval dvě třetiny vsi.
Mezi lety 1869–1880 spadal Sirákov pod okres Polná, v letech 1880–1950 pod okres Německý Brod (později Havlíčkův) a od roku 1950 pod okres Žďár nad Sázavou. V letech 1980–1990 Sirákov patřil pod MNV Nížkov.
V letech 2006–2010 působil jako starosta Petr Jaroš, od roku 2010 tuto funkci zastává Aleš Neubauer.

## Obyvatelstvo a občanská vybavenost
Podle sčítání 1921 zde žilo v 56 domech 351 obyvatel, z nichž bylo 175 žen. 350 obyvatel se hlásilo k československé národnosti, 1 k německé. Žilo zde 349 římských katolíků.
44 % obyvatel je ekonomicky aktivních, 80 % z celkového počtu občanů jsou věřící. V obci leží 79 domů a 92 bytů.
| Rok            | 1869 | 1880 | 1890 | 1900 | 1910 | 1921 | 1930 | 1950 | 1961 | 1970 | 1980 | 1991 | 2001 | 2011 | 2021 |
| -------------- | ---- | ---- | ---- | ---- | ---- | ---- | ---- | ---- | ---- | ---- | ---- | ---- | ---- | ---- | ---- |
| Počet obyvatel | 343  | 424  | 421  | 368  | 391  | 351  | 350  | 280  | 273  | 242  | 252  | 239  | 239  | 256  | 271  |
| Počet domů     | 46   | 50   | 54   | 54   | 55   | 56   | 62   | 67   | 63   | 62   | 61   | 72   | 79   | 86   | 92   |

V roce 2000 dokončili plynofikaci obce, která má vlastní vodovodní řad. Okolní půdu obdělává zemědělské družstvo a 4 soukromí zemědělci. Svá sídla tu mají 2 zámečníci, truhlář a živnostník zabývající se zakázkovou výrobou videosnímků. Funguje tady obchod se smíšeným zbožím a hostinec. Sbor dobrovolných hasičů vznik v roce 1906 a sídlí v místní hasičské zbrojnici. Školu v roce 1987 přestavěli na kulturní dům.

## Obecní správa

### Obecní symboly
Znak a vlajka byly obci uděleny rozhodnutím předsedy Poslanecké sněmovny Parlamentu České republiky dne 12. května 2016.

## Pamětihodnosti
- Kaple Panny Marie – pseudoslohová, postavena v letech 1880–1882 z výtěžku dobročinných sbírek. Uvnitř kaple se nachází pseudorokokový oltář.
- Pomník padlým – stojí u kaple, byl postaven v roce 1926 na počest 16 zdejším obětem první světové války.

### Zaniklé stavby
- Větrný mlýn

## Osobnosti
- František Augustin (1846–1908), meteorolog